# Margin Call - O Dia Antes do Fim
Margin Call (bra: Margin Call - O Dia Antes do Fim; prt: Margin Call - O Dia Antes do Fim, ou apenas O Dia Antes do Fim) é um filme norte-americano de 2011, dos gêneros drama e suspense, escrito e dirigido por J. C. Chandor.

## Sinopse

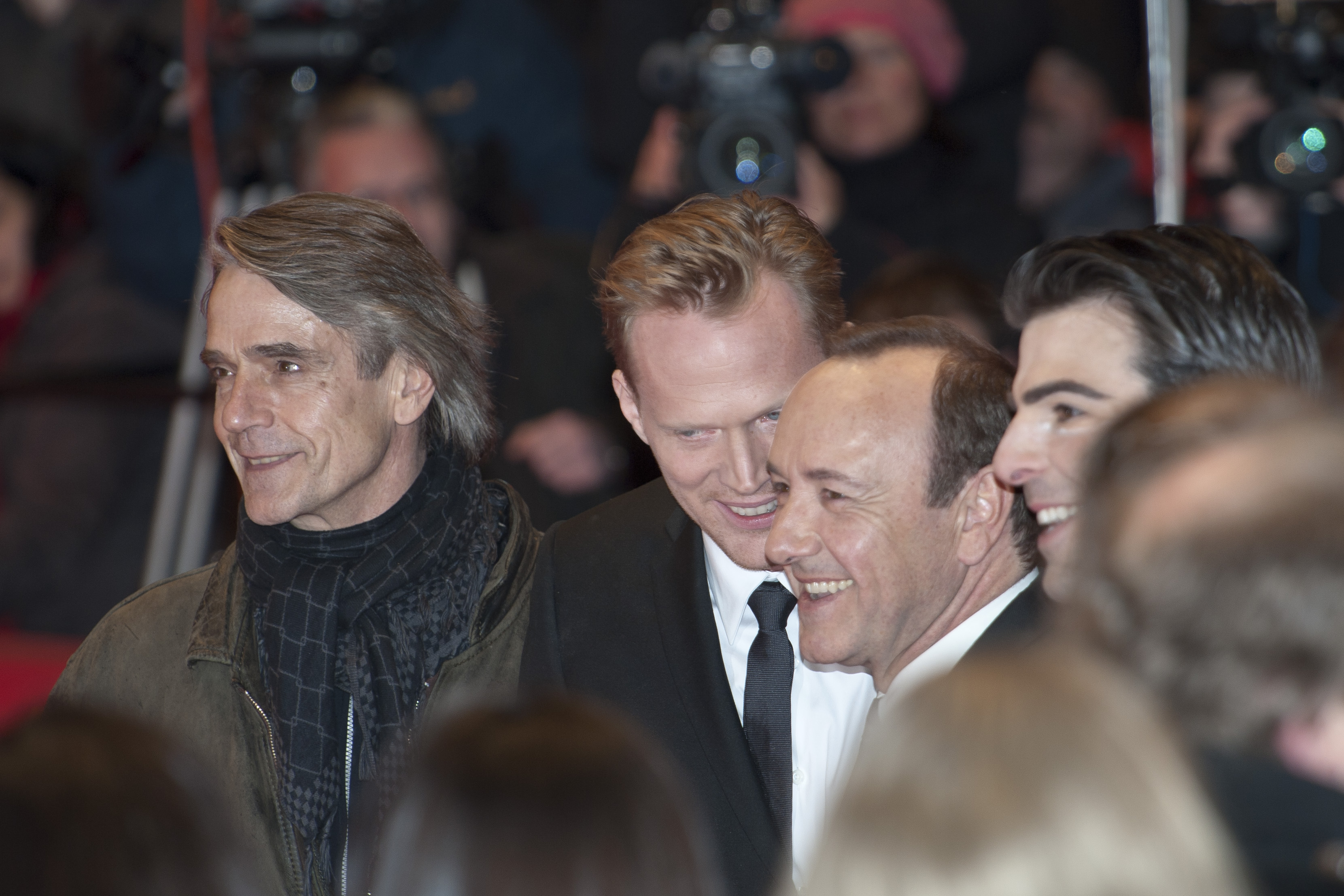
Elenco do filme no Festival de Berlim, em 2011. Da esquerda para a direita, Jeremy Irons, Paul Bettany, Kevin Spacey e Zachary Quinto.

Durante a crise financeira de 2008, Peter Sullivan, analista de investimentos, descobre informações sigilosas que podem mergulhar o mundo dos negócios no caos. Nas vinte e quatro horas seguintes, ele conclui que suas decisões podem afetar e até destruir as vidas e carreiras não só de seus colegas na empresa, mas  também de todo americano comum.

## Prêmios e indicações
| Prêmio/evento | Categoria               | Recipiente    | Situação |
| ------------- | ----------------------- | ------------- | -------- |
| Oscar 2012    | Melhor roteiro original | J. C. Chandor | Indicado |
| Berlim 2011   | Melhor filme            |               | Indicado |

## Elenco
| Ator/Atriz     | Personagem      |
| -------------- | --------------- |
| Kevin Spacey   | Sam Rogers      |
| Paul Bettany   | Will Emerson    |
| Jeremy Irons   | John Tuld       |
| Zachary Quinto | Peter Sullivan  |
| Penn Badgley   | Seth Bregman    |
| Simon Baker    | Jared Cohen     |
| Mary McDonnell | Mary Rogers     |
| Demi Moore     | Sarah Robertson |
| Stanley Tucci  | Eric Dale       |